# Forn de ceràmica de Sant Martí de Maçana
El Forn de ceràmica de Sant Martí de Maçana és una obra de Rubió (Anoia) inclosa a l'Inventari del Patrimoni Arquitectònic de Catalunya.

## Descripció
Es tracta d'un forn de ceràmica, probablement medieval. Es conserva bona part de la cambra de foc aguantada sobre un pilar, així com les xemeneies de la que en queda una filada on destaca el dibuix en forma d'estrella dels conductes de la graella. Actualment el forn es visible i roman retallat en un marge del camí de l'interior de la finca.
A pocs metres hi ha les restes de la bassa i el cup d'un antic molí fariner medieval.